# Daniel Pešta

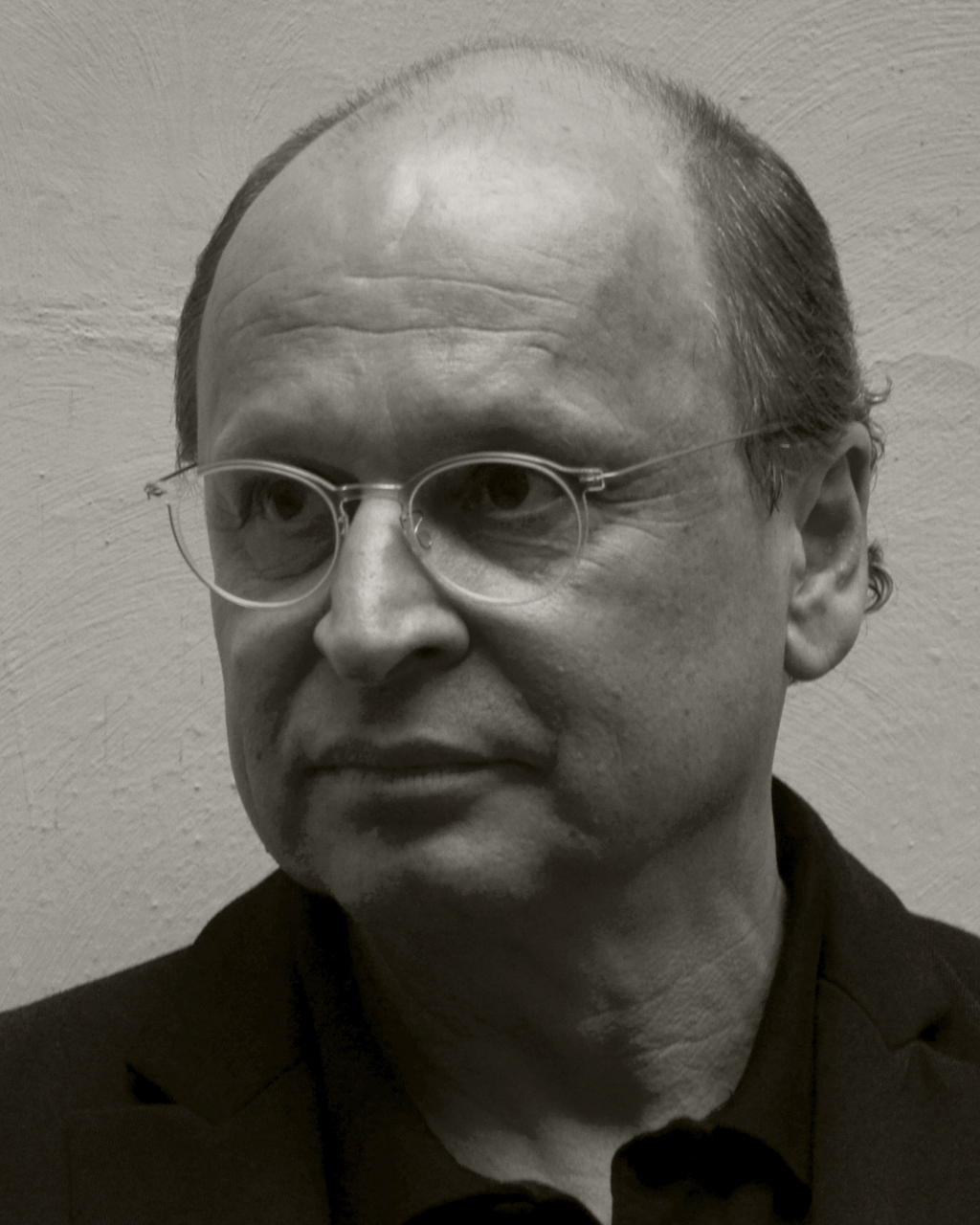
Daniel Pešta, 2017

Daniel Pešta (* 1. Mai 1959 in Prag) ist ein tschechischer visueller Multimedia-Künstler.

## Leben
Daniel Pešta wurde in der Familie des Architekten Antonín Pešta und der Psychologin Helena Montanelli-Pešta geboren. Er besuchte eine Baufachschule und die Václav-Hollar-Schule für Bildende Künste (Výtvarná škola Václava Hollara) in Prag. Während der kommunistischen Herrschaft arbeitete er zurückgezogen und war Teil der alternativen Kultur. Später verdiente er als Grafikdesigner für Plakate und Schallplatten-Cover seinen Lebensunterhalt. Nach 2000 kam er von der Gebrauchskunst ab und widmet sich seither ausschließlich seinem freien Schaffen.
In den Jahren 1998 und 2000 absolvierte er zwei Studienaufenthalte in New York. Seit 1992 stellt er in Einzelausstellungen aus. Er war bei verschiedenen renommierten Kunstprojekten und Biennalen vertreten. Am bisher bedeutendsten war dabei sein Projekt I was born in your bed, das aus Anlass der 55. Biennale di Venezia 2013 stattfand. Anschließend stellte er sich auf der Biennale di Venezia im Rahmen der Nebenprojekte Personal Structures im Palazzo Bembo (Aufzeichnungen eines Nachtkopfes, 2015) und im Palazzo Mora (Bilderzyklus Schreie, 2017) vor. 2017 wurde Pešta auf der London Art Biennale mit dem 2. Preis für Malerei ausgezeichnet. Den Gipfel seines bisherigen Schaffens bildete Peštas umfassende Einzelausstellung DeTermination, die 2018 vom Zentrum für Zeitgenössische Kunst DOX in Prag ausgerichtet wurde.
Er ist mit der tschechischen Ärztin, Intellektuellen und Philanthropin Dadja Altenburg-Kohl verheiratet. Aus seiner ersten Ehe mit Alena Peštová stammt seine Tochter Karolína Peštová-Matoušová, Absolventin der Kunsttheorie an der Karls-Universität Prag.
Er war Mitglied der tschechischen Künstlervereinigung S.V.U. Mánes, aus der er Ende 2012 austrat.

## Werk
Vor 1989 beschäftigte sich Daniel Pešta mit Grafikdesign. Er entwarf ungefähr 100 Cover für Schallplatten mit klassischer Musik und erhielt Preise für seine Bücher und Plakate (1. Preis in der Kategorie Politisches Plakat, Mexiko, 1990). Seit Ende der 80er Jahre widmet er sich vorwiegend der Figur- und Porträtmalerei. Er hat sich früh einen einfach erkennbaren persönlichen Stil angeeignet. Seine zeichnerischen Fertigkeiten wendete er anfangs in der hyperrealistischen Malerei an. Diese verließ er jedoch bald und wandte sich einer expressiveren, roheren Ausdrucksweise zu, die seinem Naturell nähersteht.
Die Kunst Daniel Peštas ist stark intuitiv; sie wird von gesellschaftlichen Themen und Politik beeinflusst und reflektiert die Verletzbarkeit des Individuums und die Komplexität seines Inneren. Er hat keine Angst vor Risiken, denn der künstlerische Akt ist gleichzeitig ein Ausdruck seiner radikalen sozialen und politischen Haltung. Seine Werke behandeln das Wesen der menschlichen Existenz und die Rolle des Menschen in der globalen Gesellschaft. Oft haben die Sujets einen sozialen oder politischen Subtext, der die Risiken der Missbrauchbarkeit der Macht betont. Sein typisches Motiv sind Masken, die er als Symbol der Verstellung oder des Verlusts der individuellen Identität wahrnimmt. In ihrer vervielfältigten Form bildet die Maske nur eine formlose Masse ohne persönliche Charakteristika, ohne Geschichte, in der der Mensch zu einer bloßen Zahl in der Statistik wird.
Im Jahr 1998 absolvierte Daniel Pešta seinen ersten Studienaufenthalt in New York. Der Kontakt mit der internationalen Kunstszene beeinflusste sein Schaffen radikal. Neben Bildern begann er auch, Statuen und Hänge-Installationen zu kreieren. In naturalistischen Assemblagen experimentiert er mit Wachs, Leder, Textilien und Fotos. Seit 2004 ist sein Lieblingsmaterial halbtransparentes Epoxidharz, in das er zunächst seine älteren Bilder und Objekte eingoss, wodurch er sie dauerhaft konservierte und gleichzeitig entwertete. Später nutzte er die gleiche Technik in umfangreichen Foto-Installationen: im Zyklus Genetic Codes (I-IV, 2008–2013), in dem Monumentalwerk Václav Havels Mühlen der Zeit (2011–2016), das an Václav Havel erinnert und dauerhaft in der St.-Annen-Kirche in Prag installiert ist, in einer Objektsammlung zum Thema Ecce Homo (2004–2011) und Christus (2011) und in einer Serie von 21 Assemblagen Aufzeichnungen eines Nachtkopfes (2012–2015), die eine Zusammenfassung der Schlüsselthemen seines Schaffens bilden. In den Aufzeichnungen kombiniert er alte und neue Fotografien mit Malerei, gewebten Netzen und bizarren Objekten unklarer Herkunft. Einige Visionen sind scharf und gegenwärtig, andere nebelumwoben und in Vergessenheit geraten. Nach den Prinzipien der Traumlogik verschmelzen Realität und Kindheitserinnerungen, und die ganze Serie beschreibt das Leben von der Geburt über das Heranwachsen, erotische Spannungen und Angst- und Schuldgefühle bis hin zu unerfüllten Erwartungen, Müdigkeit und Angst vor dem Tod.
Seit 2009 ist auch Videokunst ein wichtiger Bestandteil seines Schaffens. In dem ausdrucksstarken Werk Narcissus (2010) nutzt er einen Maskenabguss des eigenen Gesichts, der als sein unbequemes und einschränkendes „Alter Ego“ schließlich verspeist wird. Ein ähnliches Video mit dem Titel Der Schrei (2010), das Teil einer ganzen Sammlung von Werken zum Thema der Grenzzustände der menschlichen Existenz ist, endet mit dem symbolischen Zunähen des Mundes. In der Videoart Řetěz (Kette, 2017) übernimmt eine Gruppe sitzender Männer in weißen Hemden in einer Art Initiationsritual für einen Geheimbund oder eine Sekte das Feuer ihres Anführers und schlägt mit brennenden Händen rhythmisch auf den Tisch. Das Bild ist eine Metapher für die Manipulation des Einzelnen, der bereit ist, sich im Namen der Ideologie zu opfern.
Das menschliche Schicksal selbst, das Daniel Pešta als verzweifeltes Sisyphos-Bemühen sieht, wird in der Videoart-Serie Vom Nirgendwo ins Nirgendwo (2017) reflektiert. Nackte Individuen, die in einem durchsichtigen Würfel gefangen sind, haben einzig die Möglichkeit, ihren Käfig nach vorn zu schieben, ohne dass sie sich daraus befreien können. In der Videoaufzeichnung Tropfen (2017) ist das menschliche Auge einem unendlichen „Leidchen“ des Alltags ausgeliefert, das durch einen regelmäßig auftreffenden Wassertropfen dargestellt wird.
Der Künstler interpretiert bestimmte christliche Symbole und setzt sie in einen neuen Kontext. Die Figur von Jesus Christus wird in einem Epoxidblock als Jesus im Fruchtwasser dargestellt, aber nicht als Embryo, sondern als derjenige, dem das unausweichliche Schicksal der Kreuzigung vorherbestimmt ist. Die Assemblage von Kruzifixfragmenten (Puzzle II, 2000–2017) oder die herausgestreckten Hände von Jesus-Statuen, die aus einem Harzwürfel ragen (Memento 2, 2019), haben keine eindeutige Interpretation – sie können ein Symbol des Leidens sein oder eine Siegergeste. Der Körper Christi, vom Kreuz genommen, wird als Mumie dargestellt, die in Bienenwachs eingepackt ist, seine Verkündigung hat die Form einer Art androgynen Außerirdischen mit einem Jungtier (Annunciation, 2014, 2018). In einer pulsierenden Lichtprojektion im Rhythmus eines weiblichen Atmens projiziert er eine Dornenkrone auf ein Häufchen Salz und erinnert so an die sieben Schmerzen der Jungfrau Maria (White Zone, 2010).
Peštas Werke verweisen oft auf die Machtmanieren narzisstischer Führer, die Scheinheiligkeit der Kirche oder die Gleichgültigkeit rückgratloser Individuen, die zu Tragöden wie dem Holocaust geführt haben. Sie sinnen aber auch über Probleme der aktuellen Gesellschaft nach, z. B. die Stigmatisierung sozialer Minderheiten. Im Jahre 2013 stellte er auf der Biennale di Venezia das alarmierende Videoprojekt I was born in your bed vor, in dem er versuchte, eingelebte gesellschaftliche Stereotypen anzuzweifeln, die Roma anhand ihrer Hautfarbe in soziale Kategorien am Rande der Gesellschaft einordnen. Das Video wird von einer Serie von Porträts von Roma-Kindern begleitet, die den Betrachter mit ihrem fragenden Blick zum Nachdenken zwingen (I am Gypsy, and you?). Die beiden scheinbar ähnlichen Neon-Schriftzüge I was born in your bed und I was born in your head wirft die Frage auf, ob das Schicksal des Einzelnen von dessen Ursprung oder von gesellschaftlichen Konventionen bestimmt wird. Die Bestimmung des Geburtsorts, bei der ungleiche Ausgangsbedingungen oft den Platz des Einzelnen in der Welt festlegen, wird dem allgemeinen Unterbewusstsein gegenübergestellt, das Stereotypen unterliegt und als Reaktion auf die gesellschaftliche Manipulation entsteht. Das Thema der menschlichen Vorbestimmung und der Fähigkeit oder bloßen Chance, sich aus den gesellschaftlichen Formeln zu befreien, war latent in allen Installationen und Videos vorhanden, die in seiner Ausstellung auf zwei Stockwerken der Prager Galerie DOX gezeigt wurden (2018).
Zu den Werken, die sich mit der Analyse des menschlichen Unterbewusstseins oder der Vorbestimmung des Schicksals beschäftigen, gehört der Zyklus Genetic Codes: eine Assemblage aus Fotografien in alten Fotoalben, die in Harzblöcke eingelassen wurden. Diese Blöcke ähneln kleinen Reliquiaren und wurden als Mosaik in monumentalen, hängenden Blöcken so installiert, dass sie visuell an ein DNA-Sequenzierungsverfahren erinnern. Die Gesichter und Figuren ehemals konkreter Menschen werden zu einem bloßen Glied einer Kette, in der das Schicksal des zukünftigen Individuums durch seinen Ursprung oder seine soziale Rolle bestimmt wird (Genetic Code – Brides, 2008–2009, – Carmens, 2012–2013). Das Gegenstück der Installation Das weibliche Element, mit Fotos von Frauen in verführerischen Positionen, ist das Werk Alpha-Wolf, das mit Wolf-Fotografien die Stereotypen des männlichen Verhaltens illustriert.
Die Maske als Gesichtsabguss ist für Pešta nicht nur ein Symbol der Verstellung, sondern erfasst auch einen konkreten Ausdruck, den wir als umfassendes Tool zur eigenen Repräsentation nutzen. Eine solche Wirkung rufen beim Betrachter die großformatigen Assemblagen Puzzle hervor, in denen die Masken eine ganze Bandbreite von Gesichtsausdrücken erfassen. Im Projekt Gravitation Zero (2011) nutzte der Künstler von innen beleuchtete Masken, die aus statischen Mönchsfiguren herausgerissen im Raum levitieren. Das Werk bietet keine einfachen Interpretationen – die Masken können die Erleuchtung darstellen, aber auch die absolute Entmenschlichung. Wine Art Gegenstück zu den Installationen des Nachlasses der Opfer des KZ Auschwitz, die im zukünftigen Denkmal für die Judentransporte auf dem Prager Bahnhof Bubny installiert werden, bildet die frostige Vision anonymer und unbelebter Masken in drei Objektwürfeln: Engel überleben (2011).
Pešta beschäftigt sich insbesondere in einer Reihe von „Gruppenporträts“ mit der zerstörenden Psychologie der manipulierten Masse oder dem Verlust der Individualität (Diptychon Jan und Anna, 2017). Mit seinen Werken erinnert er wiederholt daran, wie einfach es für einen Autokraten ist, einen imaginären Feind in einer Minderheit zu finden, die religiös, durch ihre Hautfarbe oder einen alternativen Lebensstil definiert wird, und Furcht oder Psychosen hervorzurufen, die die Manipulierung vereinfachen. In expressiver Übertreibung werden die Köpfe der Wähler auf verzerrte Fratzen mit schreienden Mündern und herausgestreckten Zungen reduziert (Wahlen, 2016–2017). Angespannte Emotionen mit einer Vielfalt an möglichen Bedeutungen – angefangen bei einem Ausdruck des Schreckens, der Machtlosigkeit, unerträglicher Schmerzen oder einem Anflug von Zorn – sind der Gegenstand einer Serie von Gemälden mit dem Titel Der Schrei (2015–2016).
Pešta ist kompliziert zu interpretieren und überschreitet den formellen Realismus. Seine einzigartige Kombination von Inspirationsquellen erschafft eine Kunst, die zeitlos wird.

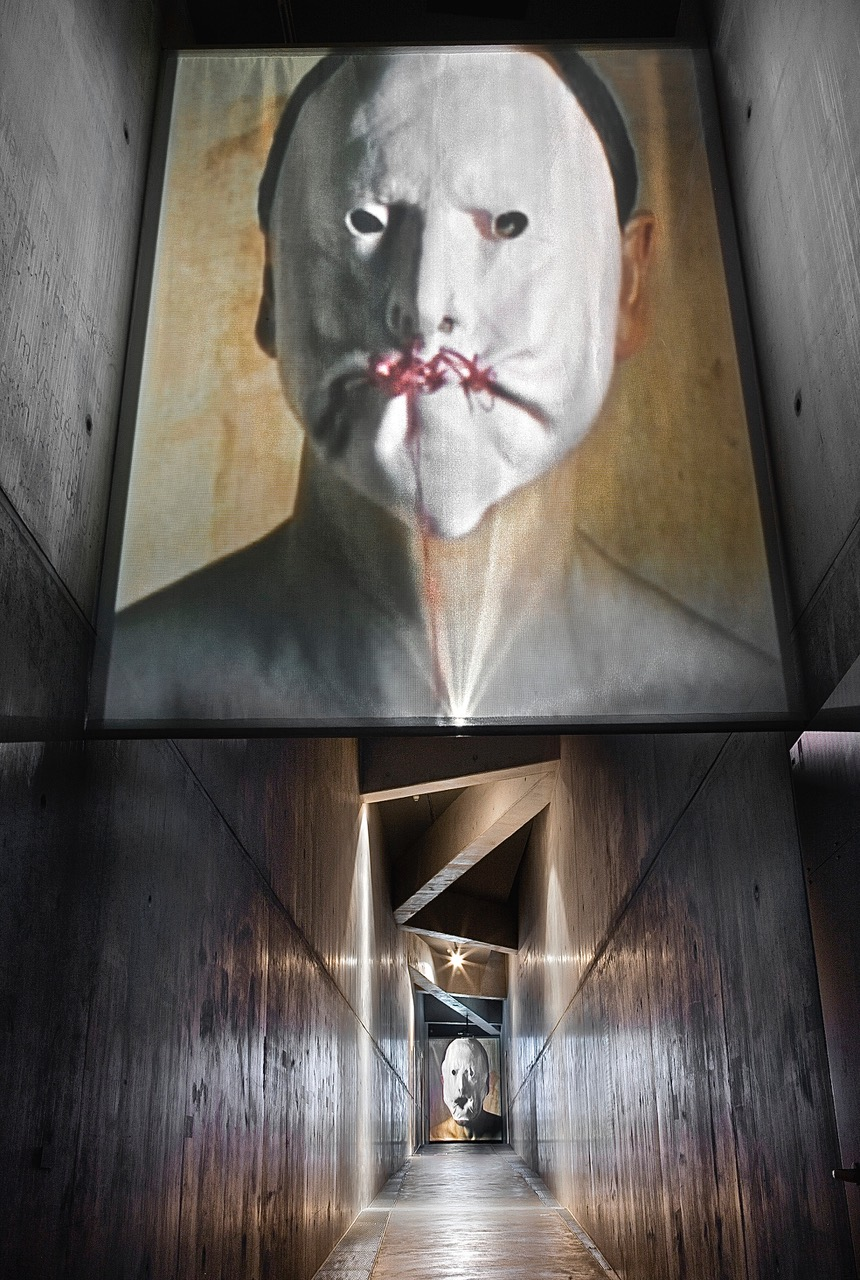
Narcissus, Videokunst, Felix-Nussbaum-Haus, Osnabrück, 2011
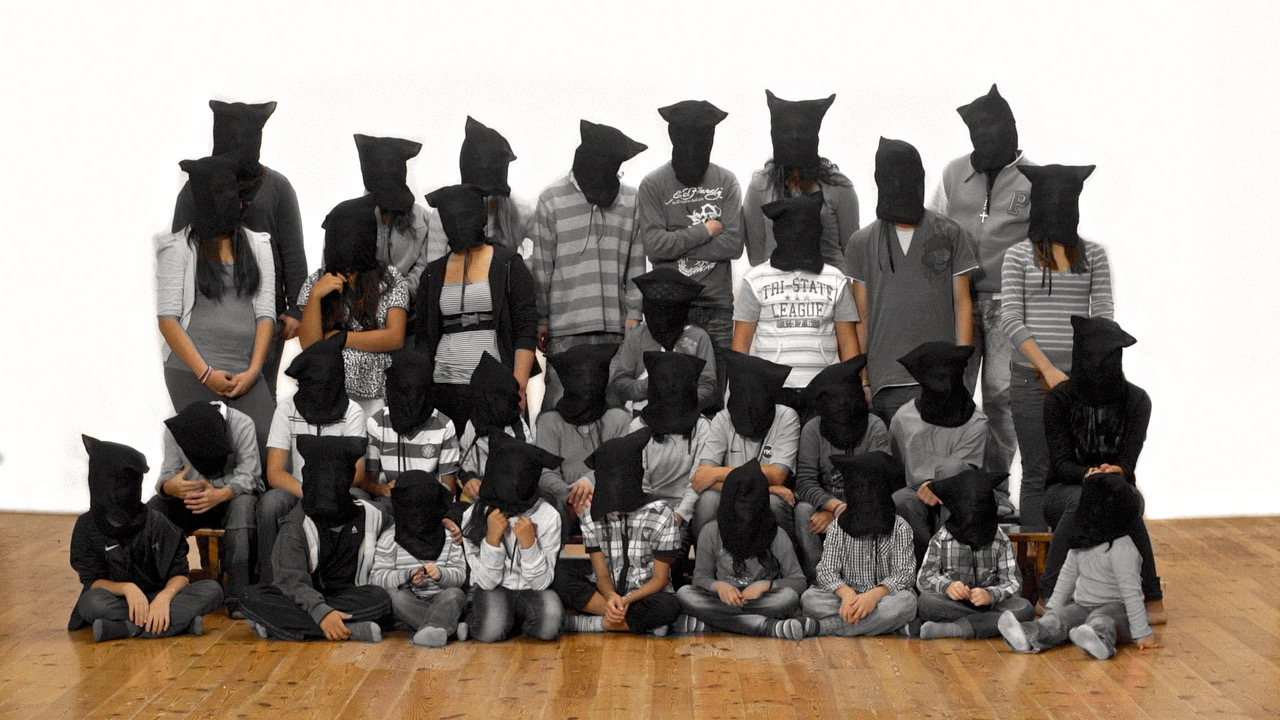
I was born in your bed 1, Videokunst, 2013
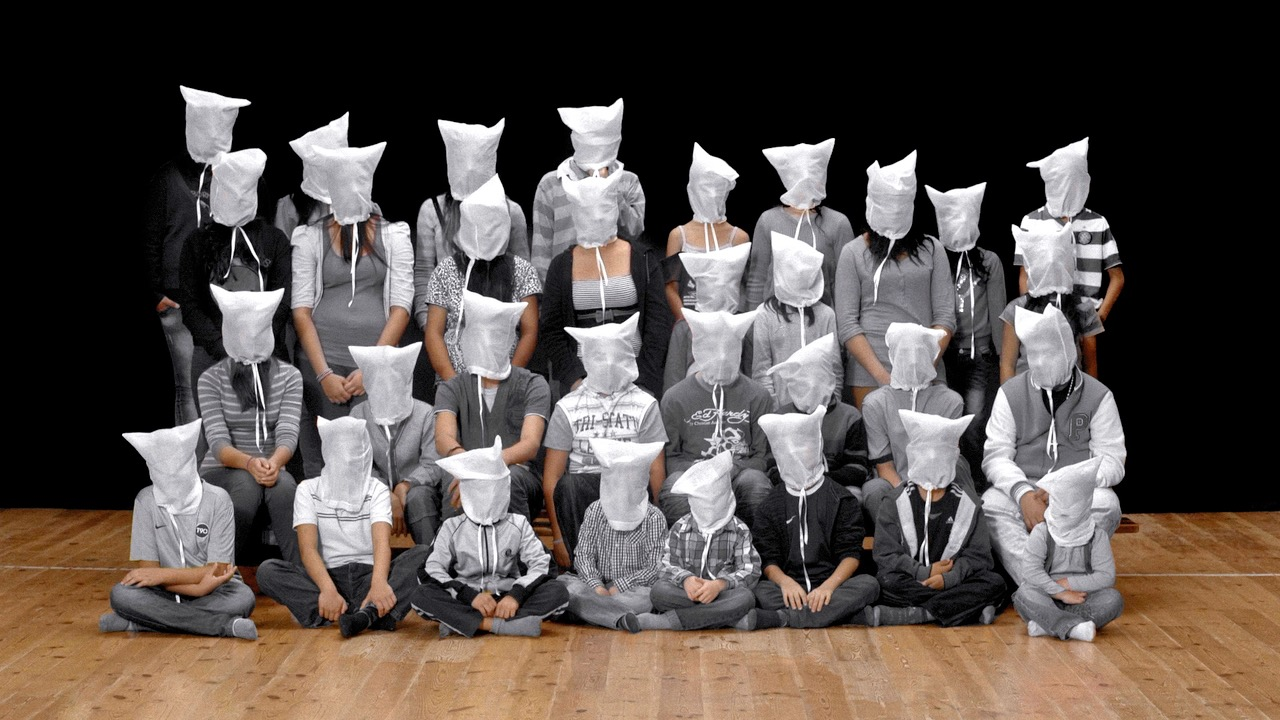
I was born in your bed 2, 2013
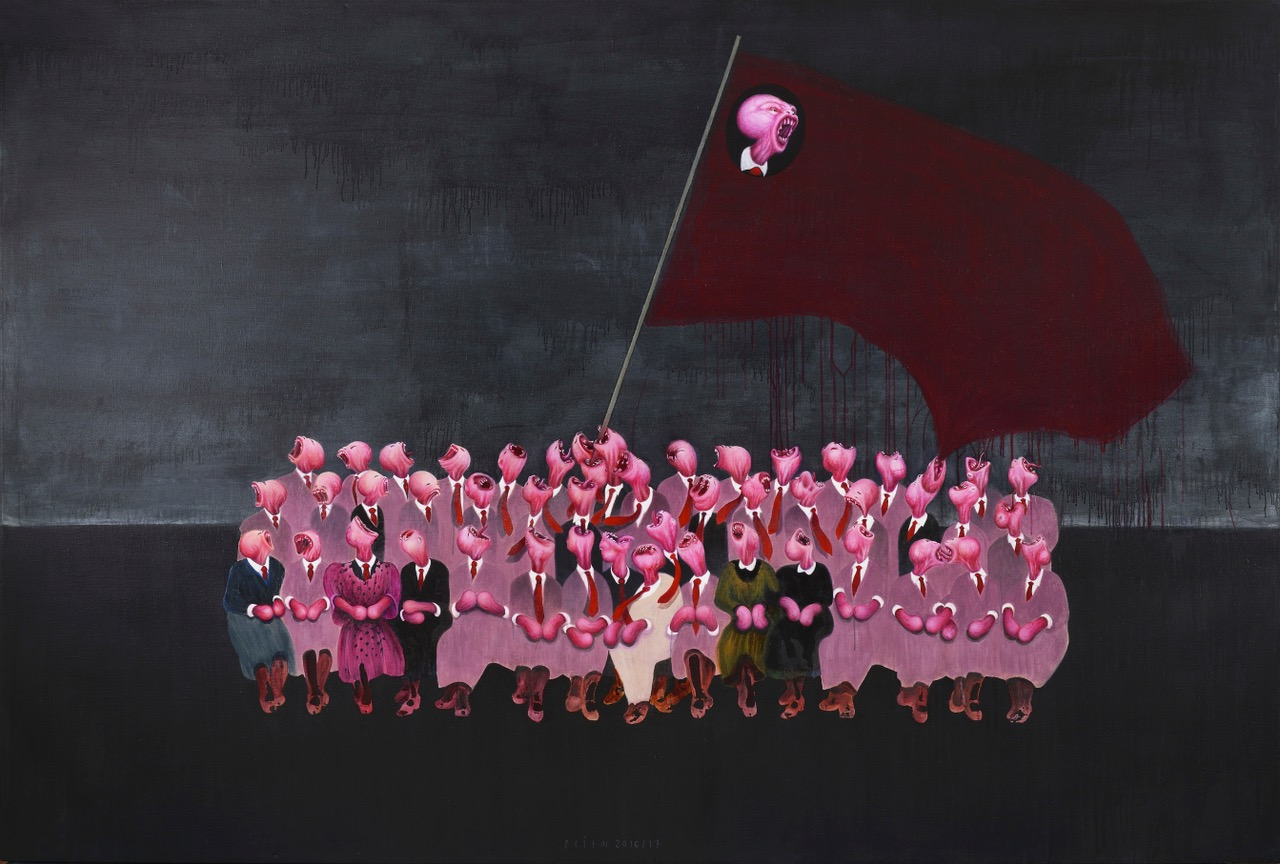
Elections, Acryl auf Leinwand, 270 × 180 cm, 2016/2017
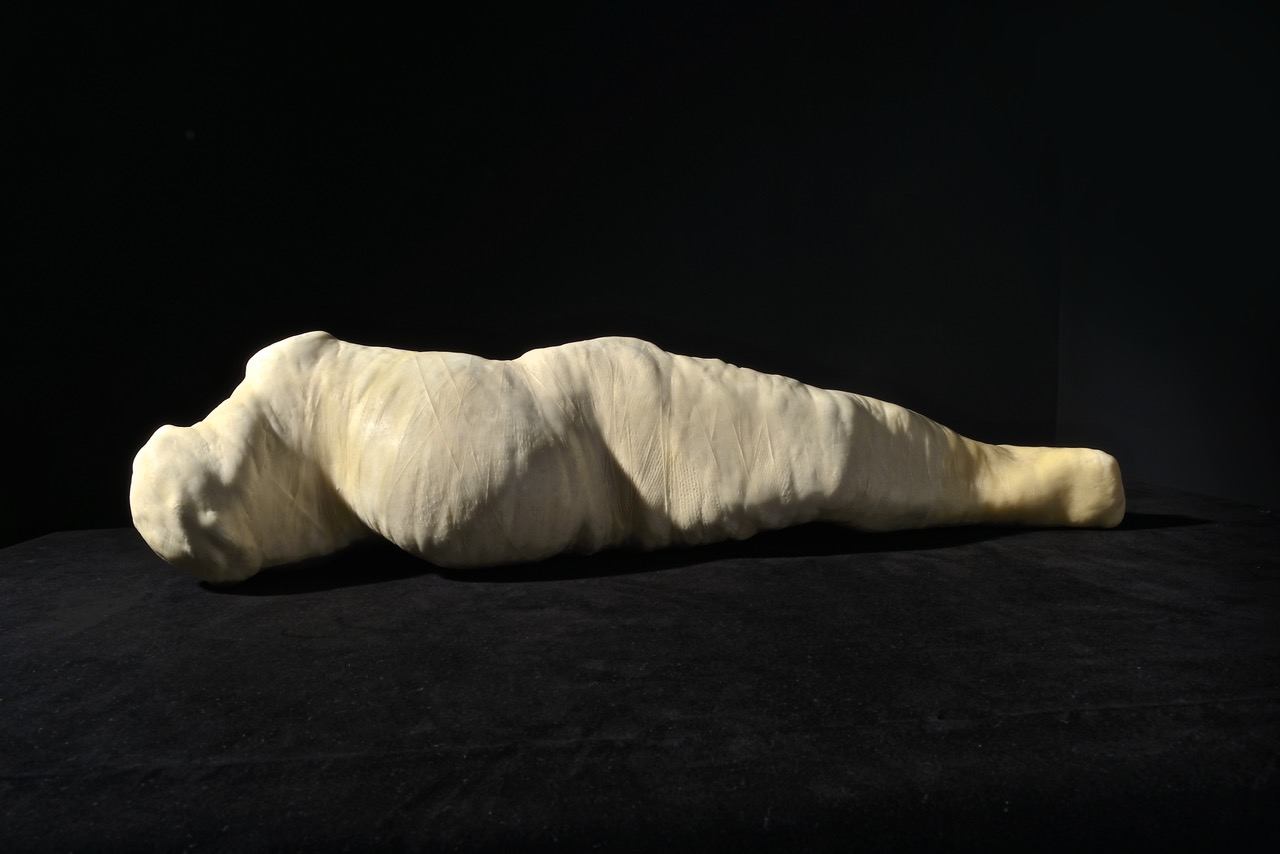
Annunciation No. 1., Textil, Leder, Wachs, 2015
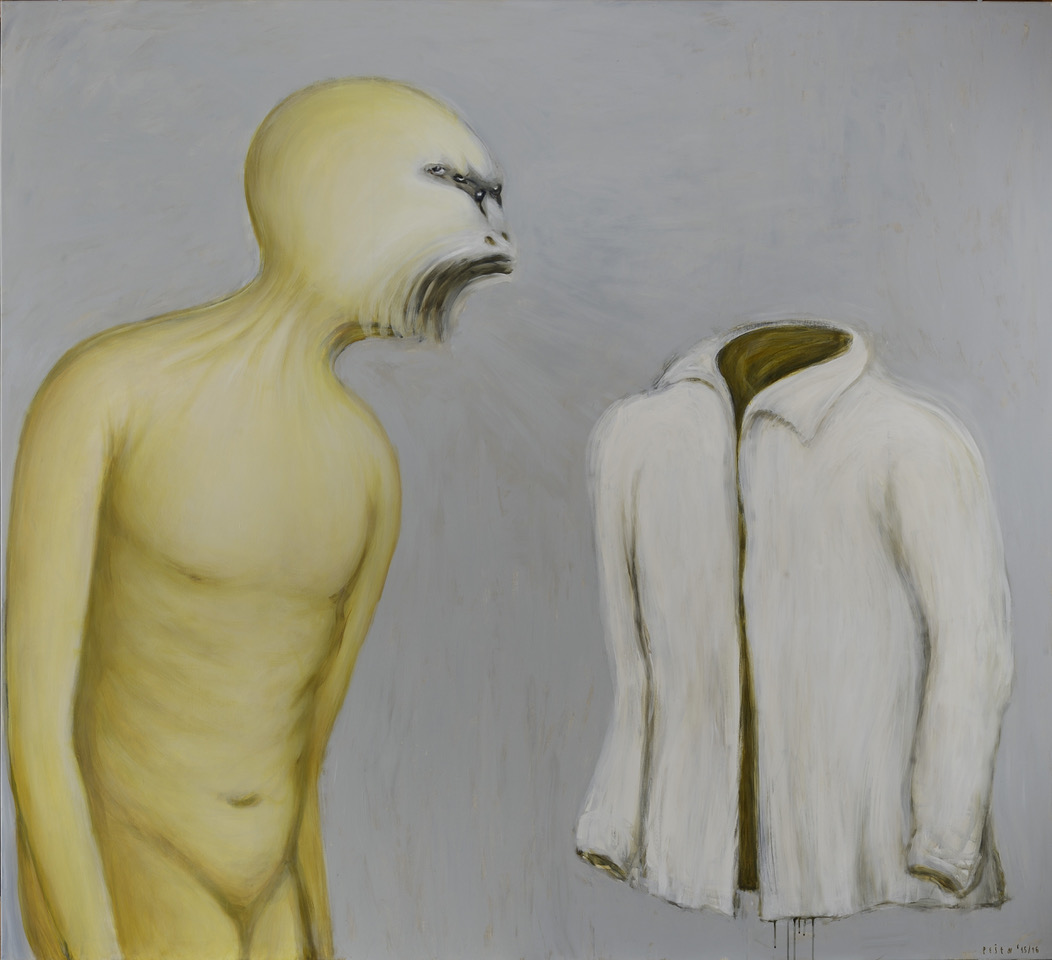
Scream No.3., Acryl auf Leinwand, 200 × 220 cm, 2015/2017
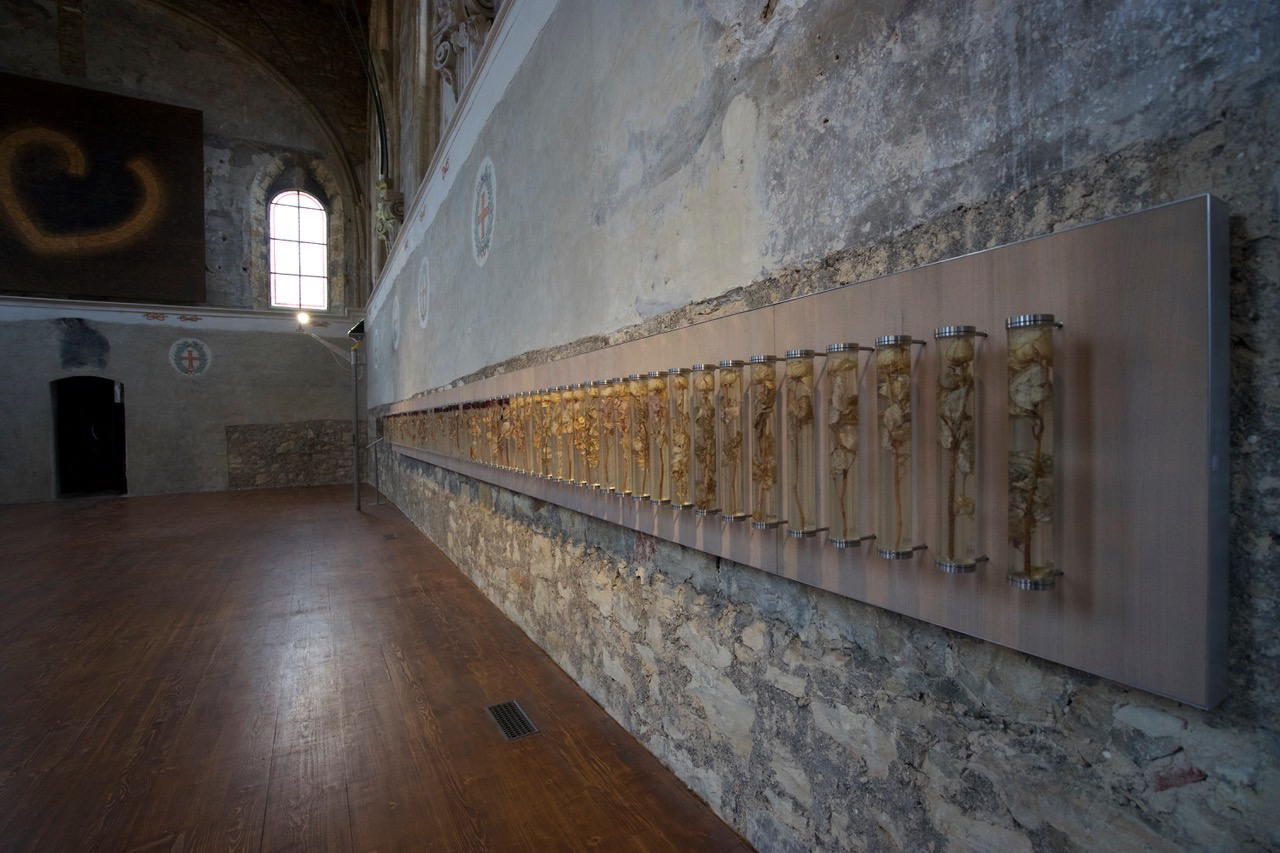
Václav Havel’s Wheels of Time, permanente Installation, authentische Rosen von Havels Beerdigung, Prague Crossroads Spiritual Center, Kirche St. Anna, Prag
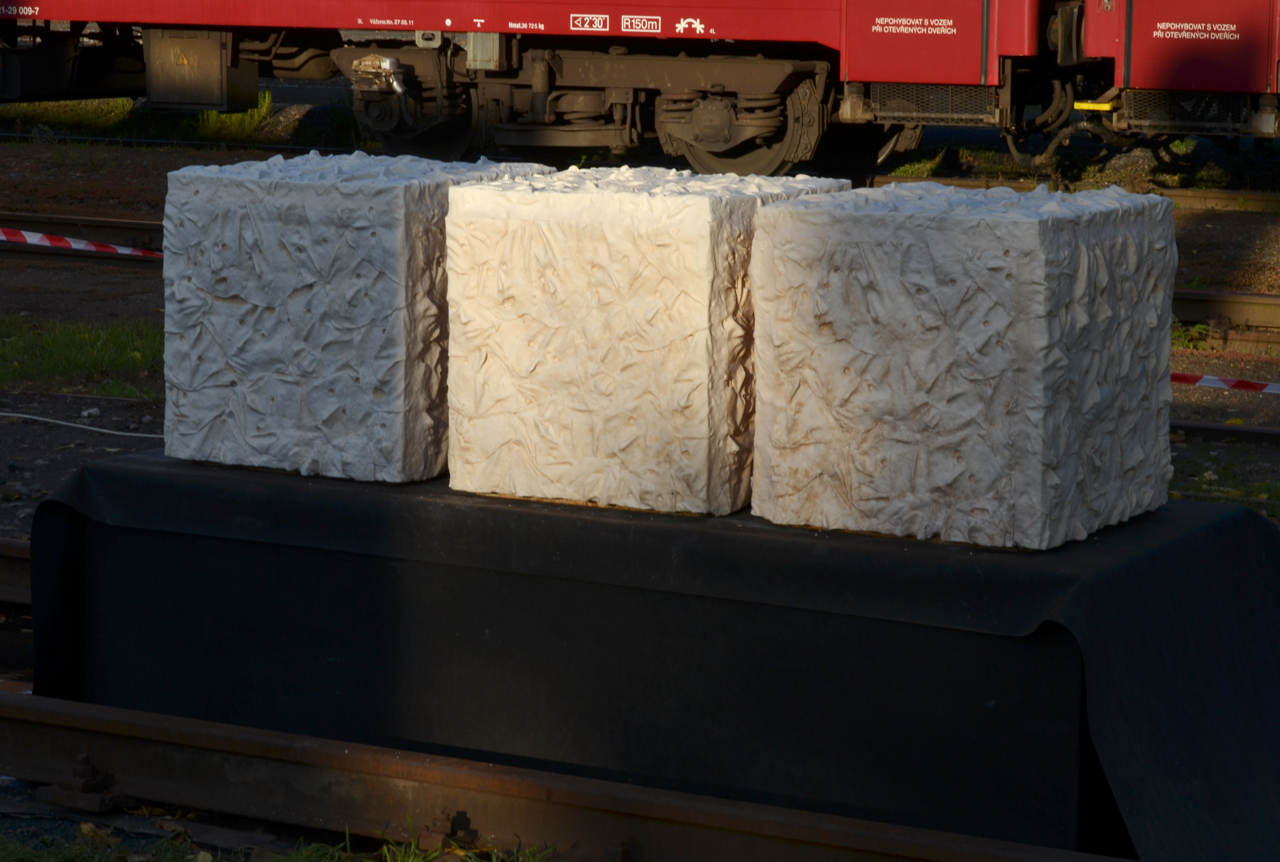
Angels Survive, seifige Masse, Bubny Memorial of Silence, Prag, 2017
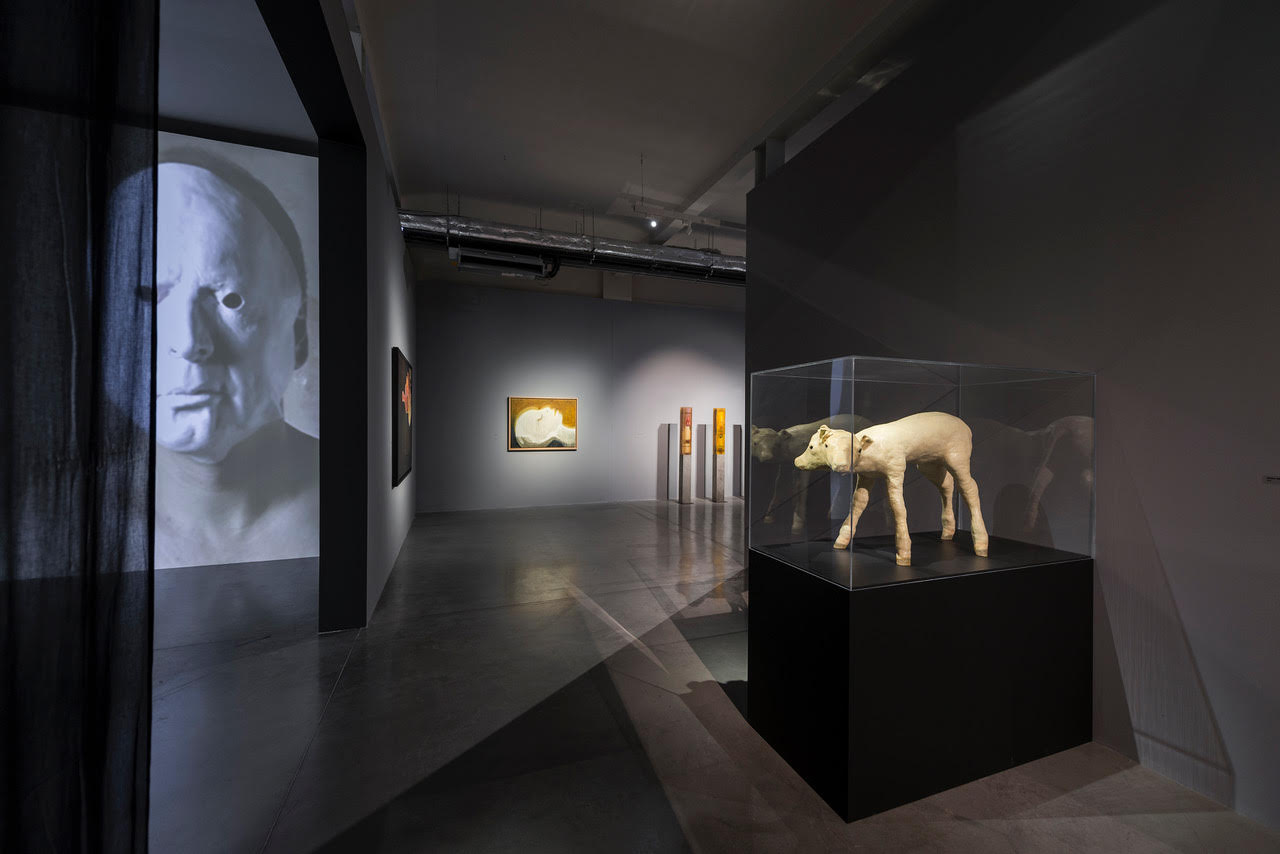
DeTermination, DOX Centre for Contemporary Art, Prag, 2018
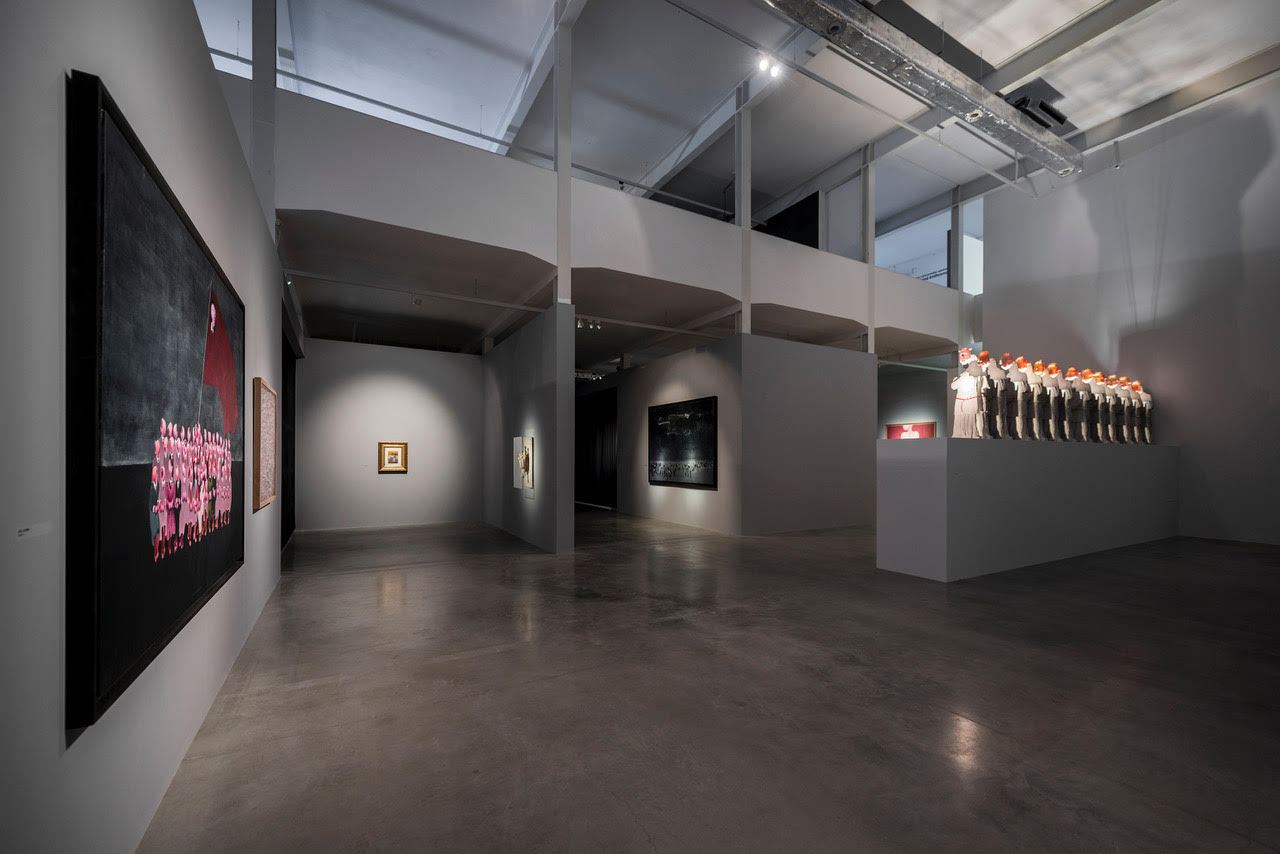
DeTermination (2), DOX Centre for Contemporary Art, Prag, 2018
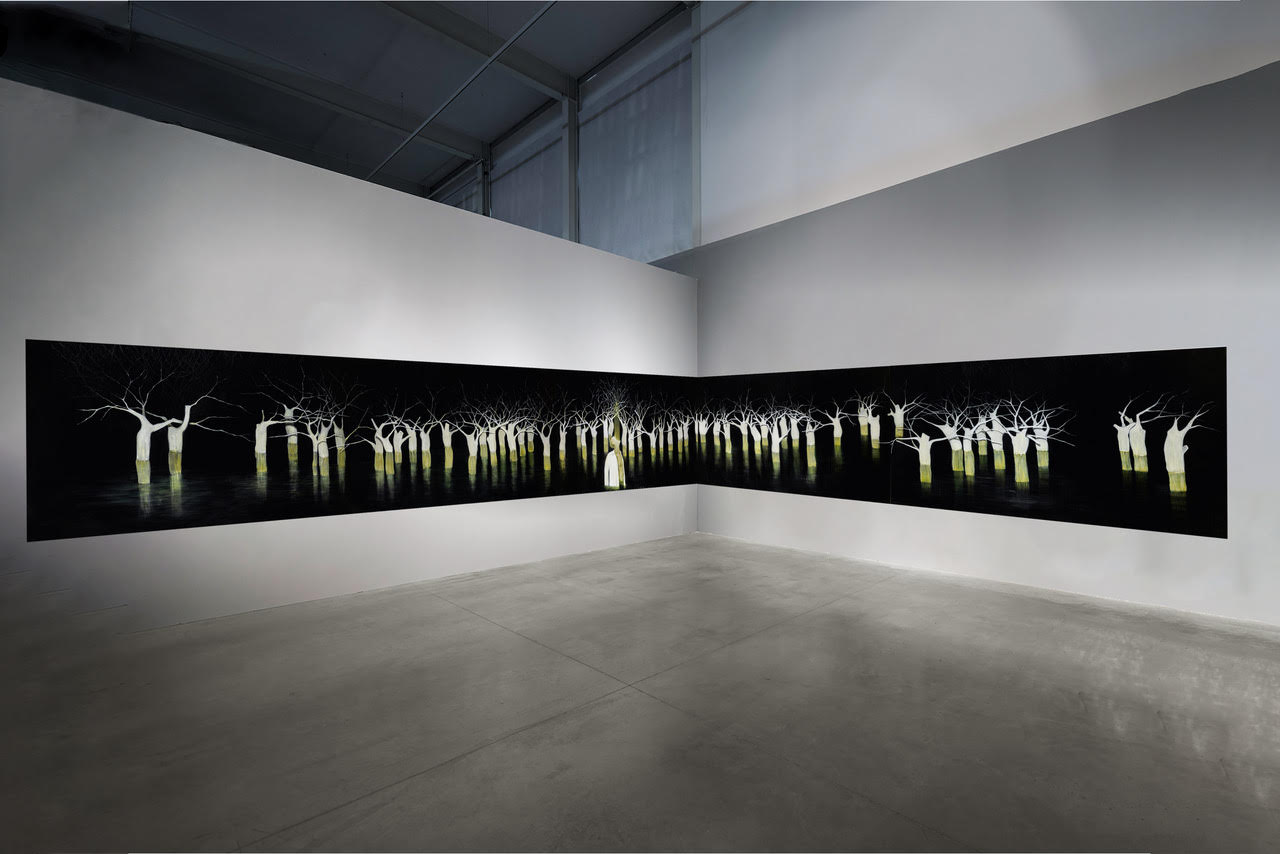
Ecce Homo, Acryl auf Leinwand, 190 × 1500 cm, 2018–2019
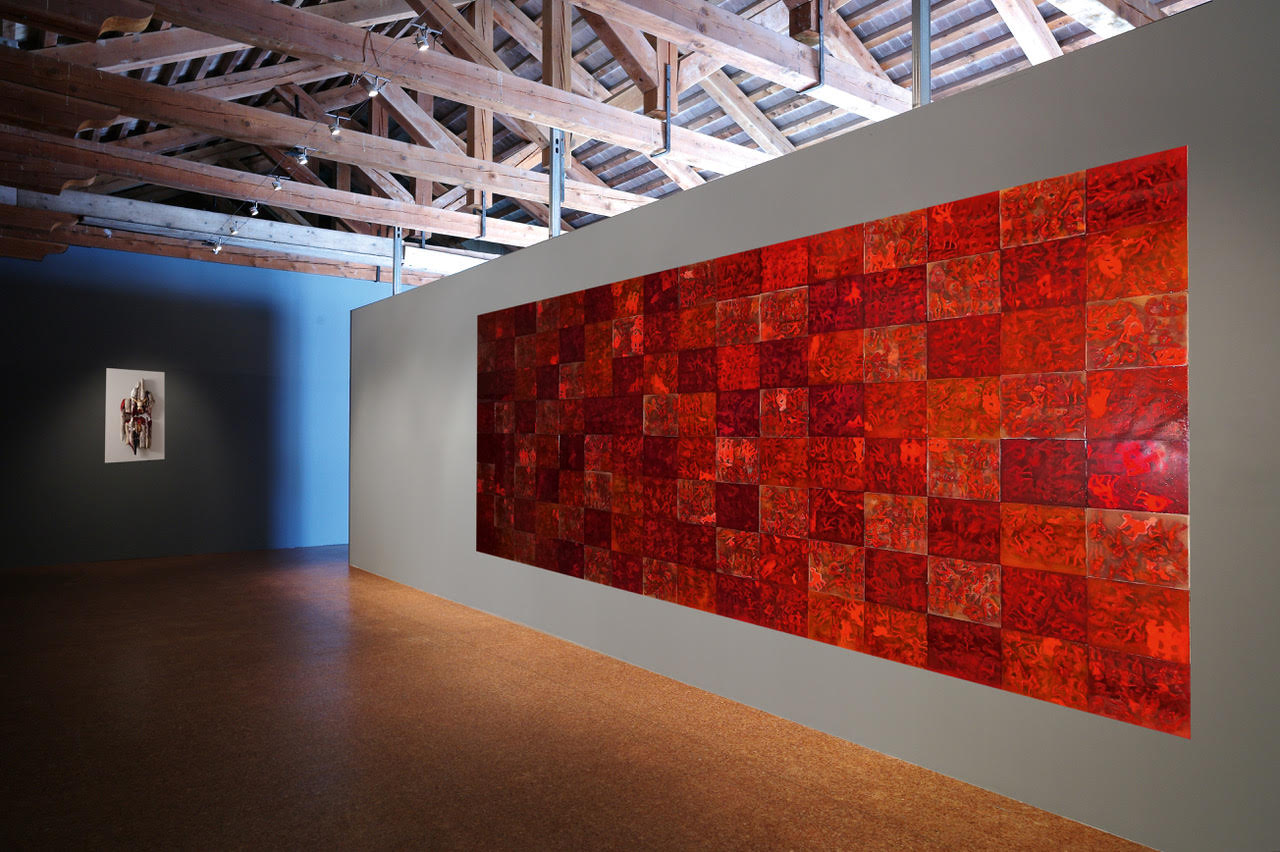
Wall of Life, Epoxidharz, 240 × 450 cm, 2017–2020

## Preise
- 1990 Mexico City Biennial 1, Award in the category "Political Poster"
- 2001 Florence Biennial 3, Award in the category "New Media"
- 2002 Most beautiful book of the year, category "Bibliophilie": Tomáš Hrách, Kašpárkův konec, Argo, Prague
- 2009 Most beautiful book of the year, nominated in the category "Catalogues", Prague
- 2014 Now&After International Video Art Festival, Gulag Museum, Moscow (I was born in your bed), Honorable recognition
- 2017 Second Prize for Painting, London Art Biennale 2017 * 2019 Second Prize for Expressionist Art, London Art Biennale 2019
- 2024 Daniel Pešta was shortlisted for the European Cultural Centre Painting & Mixed Media Award.[19]

## Ausstellungen

### Einzelausstellungen (Auswahl)
- 1993 Konkávní obrazy (Konkave Bilder), Karolinum, Prag
- 1995 Konvexní obrazy (Konvexe Bilder), Axiom Gallery, Cheltenham
- 1998 Daniel Pešta in Montserrat Gallery 1, New York
- 2000 Daniel Pešta in Montserrat Gallery 2, New York
- 2002 Bílá zóna (Weiße Zone), Galerie Kritiků, Prag
- 2005 Hot Doks 1. (mit Václav Bláha), AusstellungsHalle, Frankfurt/Main
- 2005 Hot Doks 2. (mit Václav Bláha), Galerie Palais am Festungsgraben, Berlin
- 2007 Sweet Home, Akropolis, Prag
- 2010 Black Light, Galerie Maier-Hahn, Düsseldorf
- 2010 Levitation, Museum Montanelli, Prag
- 2011 Levitation, Felix-Nussbaum-Haus – Kulturgeschichtliches Museum Osnabrück
- 2012 Gravitation Zero, Kunstmuseum Solingen
- 2012 Na jiné planetě (Ve jménu lásky...) (Auf einem anderen Planeten (Im Namen der Liebe...) (mit Suzanne Pastor)), Artinbox gallery, Prag
- 2013 Kunst in der Katastrophe, Deutscher Bundestag, Berlin
- 2013 I was born in your bed, Sala del Camino, Venedig[20]
- 2014 I was born in your bed, Reithalle des Schlosshügels, Litomyšl
- 2015 Personal Structures, Art Biennale, Palazzo Bembo, Venedig
- 2016 Záznamy noční hlavy (Aufzeichnungen eines Nachtkopfes), White Gallery, Osík u Litomyšle[21]
- 2017 Škola (Schule), Artinbox Gallery, Prag
- 2017 GEN Y!, White Gallery, Litomyšl
- 2018 DeTermination, DOX, Zentrum für zeitgenössische Kunst DOX Prag
- 2019 Ex citace, Kirche Auffindung des hl. Kreuzes, Litomyšl
- 2019 I’m Your Mother, Artinbox Gallery, Praha
- 2022 Ecce Homo, Personal Structures – Reflection, Art Biennale (solo project), Palazzo Bembo, Venedig

### Gruppenausstellungen (Auswahl)
- 2007 Prague Biennal 3, Karlín Hall, Prag
- 2009 Prague Biennal 4, Karlín Hall, Prag
- 2010 Francisco de Goya – Visionen von Schrecken und Hoffnung, Kunstmuseum, Solingen
- 2011 Umění porodit (Die Kunst zu gebären), Artinbox Gallery, Prag
- 2012 Maria, Maria, Felix-Nussbaum-Haus – Kulturgeschichtliches Museum Osnabrück
- 2012 Turn On, Tune In, Factory Art Gallery, Berlin
- 2012 It’s Liquid Identities. Videoart Festival, Scoletta di San Giovanni Battista e del SS. Sacramento in Bragora, Venedig
- 2012 Snění (Träumen), Artinbox, Prag
- 2013 London Art Biennale, Chelsea Old Town Hall, London
- 2013 Kdo lže, ten krade (Wer lügt, stiehlt auch), Artinbox Gallery, Prag
- 2013 Liquid Borders, International art festival of photography, video art and installation, Sala Bona Sforza, Castello Svevo, Bari
- 2013 Kde domov můj? (Wo ist meine Heimat?), Zentrum für zeitgenössische Kunst DOX, Prag
- 2015 Brave New World (Schöne neue Welt), Zentrum für zeitgenössische Kunst DOX, Prag
- 2015 Liquid Cities, New York
- 2015 Hybrid Effects, Palazzo Radetzky, Milan
- 2016 It’s Liquid, Experimental Art Architecture and Design Festival, BAU International Academy, Rome
- 2016 Eurasian Film Festival, Tschechisches Zentrum New York
- 2016 Self Identities, Laura Haber Gallery, Buenos Aires
- 2021 Hoffnungsvolle Aussichten, DOX, Zentrum für zeitgenössische Kunst Prag
- 2022 Personal Structures – Reflexion, Kunstbiennale, Palazzo Mora, Venedig
- 2022 Openart Biennale, Örebro, Schweden
- 2022 Ne(Moc), DOX, Zentrum für zeitgenössische Kunst Prag
- 2022 Neue Weltordnung (Monument des Schweigens), Karolinum, Prag
- 2022 MYTHOS?, Museum Montanelli, Prag

## Veröffentlichungen
- Daniel Pešta: Obřízka / Circumcision, Čiháková-Noshiro Vlasta et al., 28 pp., Žaket, Prag, 2001
- Bílá zóna / White Zone, Čiháková-Noshiro Vlasta, 12 pp., Galerie kritiků, Prag, 2002
- Daniel Pešta: Hot doks 2, Altenburg-Kohl Dadja, Machalický Jiří, Pešta Daniel, 52 pp., Galerie Montanelli, s.r.o., Prag, 2005
- Daniel Pešta / Levitation, Stiftung DrAK, Kulturgeschichtliches Museum Osnabrück – Felix-Nussbaum-Haus und Kunstmuseum, Solingen, Prag 2010, ISBN 978-3-938823-81-1
- Daniel Pešta / Sweet Home, Argo, Prag, 2006, ISBN 80-7203-797-8
- Daniel Pešta: Inside, 56 pp., Museum Montanelli (MuMo), Prag (undated)
- Daniel Pešta: DeTermination, text Terezie Zemánková, 196 pp., (en.), DOX Prag 2018, ISBN 978-80-87446-47-8
- Daniel Pešta: En Bloc, text Terezie Zemánková, 192 pp., (en.), DOX Prag 2018, ISBN 978-80-87446-49-2
- Daniel Pešta, Big Bang, text Terezie Zemánková, 168 pp., DOX Prague 2021, ISBN 978-80-87446-53-9